# Nitra (rijeka)
Nitra (mađarski: Nyitra), (njemački Neutra) je rijeka u zapadnoj  Slovačkoj pritok Váha, dug 197 km. Površina sliva iznosi 4 499 km ². Nastaje u središnjoj Slovačkoj izvire na Maloj Fatri. Glavni pritoci su joj rijeke Bebrava i Žitava. Ulijeva se u Váh kod  Komarna.
Gradovi kroz koje prolazi rijeka Nitra:
- Nitranské Pravno,
- Partizánske,
- Topoľčany,
- Nitra,
- Komjatice,
- Šurany,
- Nové Zámky

### Ostali projekti
|  | Zajednički poslužitelj ima još gradiva o temi Nitra (rijeka) |